# Червоное (Голованевский район)
Черво́ное (укр. Червоне) — село в Гайворонской городской общине Голованевского района Кировоградской области Украины.
До 2020 года входило в Гайворонский район
Население по переписи 2001 года составляло 1230 человек. Почтовый индекс — 26312. Телефонный код — 5254. Код КОАТУУ — 3521188301